# Sensations' Fix
Sensations' Fix es una banda de rock progresivo italiano/electrónico liderado por Franco Falsini.

## Historia
Falsini, nacido en Italia, se mudó a Virginia en 1969, donde  instaló un estudio en un sótano, experimentando con un Moog y una grabadora de cuatro canales antes de regresar a Italia para formar una banda.
El grupo firmó con Polydor Registros en 1974 por cinco años un contrato de seis álbumes.
La música de Sensations' Fix quedó fuera de impresión por muchos años, pero en 2011, Naso Freddo  fue relanzado por la etiqueta Spectrum Spools. En 2012, RVNG Records relanzó algunos de los materiales de Sensations' Fix junto con mezclas alternativas y pistas inéditas en el recopilatorio Music Is Painting in the Air (1974-1977).

## Miembros
- Franco Falsini
- Keith Edwards
- Richard Ursillo
- Stephen Cabeza

## Discografía
- Fragments of Light (Polydor Records, 1974)
- Portable Madness (Polydor, 1974)
- Naso Freddo (Polydor, 1975) (released under Franco Falsini's name)
- Finest Finger (Polydor, 1976)
- Vision's Fugitives (All Ears Records, 1977)
- Boxes Paradise (Polydor, 1977)
- Flying Tapes (Polydor, 1978)

## Influencia
En 2002, DJ Shadow sampleó Sensations' Fix en las canciones "Fixed Income" y "Mongrel...Meets His Maker" de The Private Press, y en 2008 Sonic Youth tituló una de sus exposiciones de arte "Sensational Fix".